# Microphiopholis gracillima
Microphiopholis gracillima is een slangster uit de familie Amphiuridae.
De wetenschappelijke naam van de soort werd in 1854 gepubliceerd door William Stimpson.